# Robert Bouvier
 (janvier 2018).
Si vous disposez d'ouvrages ou d'articles de référence ou si vous connaissez des sites web de qualité traitant du thème abordé ici, merci de compléter l'article en donnant les références utiles à sa vérifiabilité et en les liant à la section « Notes et références ».
Robert Bouvier, né en 1961 à Neuchâtel, est un comédien et metteur en scène suisse.
Il dirige depuis 2000 le Théâtre du Passage à Neuchâtel.

## Biographie

### Origines et famille
Robert-Louis Bouvier naît le 17 mai 1961 à Neuchâtel. 
Son père, David, est bibliothécaire ; ma mère est Italienne.
Il a un frère aîné, David Bouvier, devenu professeur de littérature grecque à l'Université de Lausanne. La danseuse Joëlle Bouvier est sa cousine.

### Formation
Il suit les cours d'art dramatique de Jean-Louis Martin-Barbaz en 1980-1981 puis étudie à l'École du mouvement de Jacques Lecoq à Paris en 1981-1982.
Après un DEUG Lettres et Cinéma à l'université de Censier (Paris III) (1981-1983), il est élève de l'École supérieure du Théâtre national de Strasbourg de 1983 à 1986.

## Théâtre

### Comédien
| Années    | Titres des pièces                                                    | Auteurs et metteurs en scène                                                              | Rôles                       |
| --------- | -------------------------------------------------------------------- | ----------------------------------------------------------------------------------------- | --------------------------- |
| 2024      | Les diablogues                                                       | Roland Dubillard, mise en scène Jean Liermier                                             | Un                          |
| 2023      | ça veut jouer (ou bien ?)                                            | Roubert Bouvier, Joëlle Bouvier, Simon Romang, mise en scène Joëlle Bouvier, Simon Romang | Solo                        |
| 2021      | Nous roulons sur des rails donc ce tunnel doit conduire quelque part | Friedrich Dürrenmatt, Odile Cornuz, mise en scène Anne Bisang                             | Le chef de train            |
| 2021      | C'est ça, la vie de Willy Dupont                                     | Fabrice Melquiot, mise en scène Mariama Sylla et Fabrice Melquiot                         | Franky                      |
| 2019-2021 | Nous l'Europe                                                        | Laurent Gaudé, mise en scène Roland Auzet                                                 | L'Italien                   |
| 2018-2019 | Funérailles d'hiver                                                  | Hanokh Levin, mise en scène Michael Delaunoy                                              | Latshek Bobitshek           |
| 2018      | Les producteurs                                                      | Mel Brooks, mise en scène Robert Bouvier et Noam Perakis                                  | Roger de Bris               |
| 2017      | Dans la solitude des champs de coton                                 | Bernard-Marie Koltès, mise en scène Alain Timár                                           | Le client                   |
| 2016      | Don Quichotte                                                        | Jules Massenet, mise en scène Marianne Radja                                              | Cervantes                   |
| 2015-2016 | La cerisaie                                                          | Anton Tchekhov, mise en scène Gilles Bouillon                                             | Gaev                        |
| 2014-2019 | Le poisson combattant                                                | Fabrice Melquiot, mise en scène Fabrice Melquiot                                          | Monologue                   |
| 2013-2014 | Les fleurs du mal                                                    | d’après Charles Baudelaire et Brigitte Fontaine, mise en scène Françoise Courvoisier      | L’homme                     |
| 2012-2014 | Doute                                                                | John Patrick Shanley, mise en scène Robert Bouvier                                        | Le père Flynn               |
| 2011-2012 | L’épreuve                                                            | Pierre Carlet de Chamblain de Marivaux, mise en scène Agathe Alexis                       | Lucidor                     |
| 2011-2012 | Les acteurs de bonne foi                                             | Pierre Carlet de Chamblain de Marivaux, mise en scène Robert Bouvier                      | Blaise                      |
| 2011      | Antigone                                                             | Henry Bauchau, mise en scène Robert Sandoz                                                | Eteocle                     |
| 2010-2012 | Le pain dur                                                          | Paul Claudel, mise en scène Agathe Alexis                                                 | Louis                       |
| 2009-2010 | Les peintres au charbon                                              | Lee Hall, mise en scène Marion Bierry                                                     | Oliver                      |
| 2008-2009 | 24 heures de la vie d’une femme                                      | Stefan Zweig, mise en scène Marion Bierry                                                 | Le narrateur                |
| 2007      | Les gloutons                                                         | mise en scène Robert Bouvier                                                              | Le père                     |
| 2005-2008 | Éloge de la faiblesse                                                | Alexandre Jollien, mise en scène Charles Tordjman                                         | Alexandre                   |
| 2004-2005 | Tango mon amour                                                      | Jorge Zulueta, mise en scène Jacobo Romano                                                | Maspero                     |
| 2003-2004 | Lorenzaccio                                                          | Alfred de Musset, mise en scène Anne-Cécile Moser                                         | Lorenzaccio                 |
| 2003      | La chauve-souris                                                     | Johann Strauss, mise en scène Richard Stuart                                              | Le gardien de prison        |
| 2002      | Killer Joe                                                           | Tracy Letts, mise en scène Gino Zampieri                                                  | Killer Joe                  |
| 2001      | Les gauchers                                                         | Spectacle musical d’Yvette Théraulaz et Robert Bouvier, mise en scène Anne-Marie Delbart  | Lui                         |
| 1999      | Danser à Lughnasa                                                    | Brian Friel, mise en scène Irina Brook                                                    | Michael                     |
| 1999      | L’homme aux quarante écus                                            | Voltaire, mise en scène Hervé Loichemol                                                   | L’homme aux quarante écus   |
| 1996-1998 | Ange des peupliers                                                   | Jean-Pierre Milovanoff, mise en scène Laurence Mayor                                      | Elias                       |
| 1996      | Farinet                                                              | Charles-Ferdinand Ramuz, mise en scène Jean Chollet                                       | Farinet                     |
| 1995-1996 | Le monde d’Albert Cohen                                              | d’après Albert Cohen, mise en scène Jean-Louis Hourdin                                    | Le soldat                   |
| 1995      | Comment rendre l’autre fou                                           | Emmanuel Schaeffer, mise en scène Emmanuel Schaeffer                                      | Le patron                   |
| 1995      | Chagrin des îles                                                     | Jean-Pierre Milovanoff, mise en scène Laurence Mayor                                      | Hawks                       |
| 1994      | Électre                                                              | Marguerite Yourcenar, mise en scène Michel Grobety                                        | Pylade                      |
| 1994-2019 | François d’Assise                                                    | d’après Joseph Delteil, mise en scène Adel Hakim                                          | Monologue                   |
| 1993      | Posés les uns à côté des autres                                      | d’après Charles-Ferdinand Ramuz, mise en scène Véronique Alain                            | Le jeune homme              |
| 1993      | Le parc                                                              | Botho Strauss, mise en scène Adel Hakim                                                   | Höfling                     |
| 1992      | Où commencer                                                         | Chorégraphie François Verret                                                              | Warum                       |
| 1991-1992 | À la recherche d’Omar Khayyam                                        | El Hakawati, mise en scène François Abou Salem                                            | Gordon                      |
| 1990      | Andromaque                                                           | Jean Racine, mise en scène Xavier Marcheschi                                              | Oreste                      |
| 1990      | Grand-père et le demi-frère                                          | Thomas Hürlimann, mise en scène Claude Grin                                               | L’autiste                   |
| 1990      | Prométhée enchaîné                                                   | Eschyle, mise en scène Adel Hakim                                                         | Hephaïstos                  |
| 1989      | La mission / Le perroquet vert                                       | Heiner Müller et Arthur Schnitzler, mise en scène Matthias Langhoff                       | Albin                       |
| 1989      | L’histoire dort                                                      | d’après Blaise Cendrars, mise en scène Darius Peyamiras                                   | L’instituteur               |
| 1998      | Peines d’amour perdues                                               | William Shakespeare, mise en scène Daniel Pouthier                                        | Le roi Ferdinand de Navarre |
| 1987-1988 | Nascimento                                                           | Clarice Lispector, mise en scène Françoise Coupat et Daniel Pouthier                      | Martin                      |
| 1986-1987 | Figure humaine                                                       | Ferdinando Camon, mise en scène Françoise Coupat                                          | Camon                       |
| 1986      | Internat                                                             | Daniel Besnehard, mise en scène Daniel Girard                                             | Kraus Licht                 |

### Metteur en scène
| Années | Titres des pièces                     | Auteurs                                |
| ------ | ------------------------------------- | -------------------------------------- |
| 2022   | My fair lady                          | Frederick Loewe                        |
| 2021   | Les merveilles                        | Robert Bouvier                         |
| 2019   | Kvetch                                | Steven Berkoff                         |
| 2018   | Les producteurs                       | Mel Brooks                             |
| 2016   | Le chant du cygne - fantaisie         | Anton Tchekhov                         |
| 2013   | Les deux gentilshommes de Vérone      | William Shakespeare                    |
| 2012   | Doute                                 | John Patrick Shanley                   |
| 2011   | Les acteurs de bonne foi              | Pierre Carlet de Chamblain de Marivaux |
| 2008   | Les estivants                         | Maxime Gorki                           |
| 2007   | Les gloutons                          | Robert Bouvier                         |
| 2006   | Cinq Hommes                           | Daniel Keene                           |
| 2004   | Une lune pour les déshérités          | Eugène O'Neill                         |
| 2003   | La griffure                           | Elizabeth McGovern                     |
| 2003   | Roi de rien                           | Bernard Dimey                          |
| 2002   | Artemisia                             | Denis Rabaglia et Ahmed Belbachir      |
| 2000   | Saint Don Juan                        | Joseph Delteil                         |
| 1997   | Peepshow dans les Alpes               | Markus Köbeli                          |
| 1994   | Cronopes et fameux                    | Julio Cortazar                         |
| 1992   | La mort de Napoléon                   | Simon Leys                             |
| 1990   | L’homme qui vivait couché sur un banc | Maurice Chappaz                        |
| 1990   | Le passant                            | François Coppée                        |
| 1990   | Le cheval arabe                       | Boccace                                |

## Opéra

### Mise en scène
| Années | Titres des œuvres     | Compositeurs            |
| ------ | --------------------- | ----------------------- |
| 2023   | La Bohème             | Giacomo Puccini         |
| 2022   | Pelléas et Mélisande  | Claude Debussy          |
| 2021   | Le phare              | Peter Maxwell Davies    |
| 2019   | Cavalleria rusticana  | Pietro Mascagni         |
| 2017   | Aida                  | Giuseppe Verdi          |
| 2016   | Mefistofele           | Arrigo Boito            |
| 2015   | L’élixir d’amour      | Gaetano Donizetti       |
| 2015   | Aleko                 | Sergueï Rachmaninov     |
| 2014   | Tosca                 | Giacomo Puccini         |
| 2012   | Don Carlo             | Giuseppe Verdi          |
| 2010   | Faust                 | Charles Gounod          |
| 2008   | Don Giovanni          | Wolfgang Amadeus Mozart |
| 2007   | Éros et Psyché        | Lee Maddeford           |
| 2007   | Mefistofele           | Arrigo Boito            |
| 2005   | Le mariage secret     | Domenico Cimarosa       |
| 2005   | La damnation de Faust | Hector Berlioz          |

## Filmographie

### Acteur
- 1986 : Couloirs de Guy Mousset : Pierre
- 1987 : Lance et compte de Carl Marotte : Le speaker
- 1990 : 1291  de Jean-Luc Nicollier : Rôle principal
- 1990 : Jacques et Françoise de Francis Reusser : Le garde français
- 1990 : Angel’s blues  de Janos Xantus : L’ange
- 1991 : Racket de Michel Picard : Félix
- 1992 : Le cahier volé de Christine Lipinska : Fabien
- 1992 : Les secrets de l’Angélus de Jean-François Detré : Le paysan
- 1993 : Le ciel pour témoin de Denis Amar : Colosse
- 1994 : La reine Margot   de Patrice Chéreau : Un garde
- 1994 : Mô de Yves-Noël François : Le barman
- 1995 : Fourbi   de Alain Tanner : Kevin
- 1997 : Petits désordres amoureux de Olivier Peray : Lebel
- 1997 : Léopold R  de Jean- Blaise Junod : Rôle principal
- 1997 : On connaît la chanson  de Alain Resnais : Un invité
- 1998 : Père amer de François Baumberger : David
- 1998 : Fin de siècle  de Claude Champion : Rôle principal
- 1998 : L’orage de Jean-Luc Corpataux : Rôle principal
- 1998 : Quand je serai parti  de Michel Brault : Charles Hindenlang
- 1999 : Sauvetage de Jacques Malaterre : Le contremaître
- 2000 : Ludivine de Michel Rodde : Le vagabond
- 2011 : L'heure du secret de Helena Hazamov : Le prêtre
- 2014 : L'esclave et le hibou de Philippe Nicolet : Quintus
- 2016 : Swiss maker de Nicolas Wilhem : Le directeur
- 2018 : Moi votre ami de Camille Polet : Robi
- 2021 : Mémoires d'un feu : Joseph Huyghues Despointes

### Réalisateur
- 1978 : Porporino
- 1987 : Antidotes
- 1989 : L’histoire dort
- 1989 : L’île d’amour
- 1993 : Claire et le moineau
- 1997 : Bacigalupo

## DVD
- 2010 : François d'Assise, d'après Joseph Delteil, mise en scène d'Adel Hakim - collection Copat / comédie dramatique / répertoire moderne

## Publication
- 2020 : Le jeu des possibles écrit en collaboration avec Dominique Bosshard aux éditions Alphil

## Distinctions
- 2006 : Chevalier de l'Ordre des Arts et des Lettres
- 2020 : Officier de l'Ordre des Arts et des Lettres